# آردیچ‌دره (اردهان)
آردیچ‌دره (به ترکی استانبولی: Ardıçdere، به ارمنی: Թորոսխև Վերին) یک منطقهٔ مسکونی در ترکیه است که در اردهان واقع شده‌است.